# Аббасабаде-Ростемабад
Аббасабаде-Ростемабад (перс. عباسآباد رستمآباد‎) — село на севере Ирана, в остане Тегеран. Входит в состав шахрестана Тегеран. Является частью дехестана (сельского округа) Хелазир бахша Афтаб.

## География
Село находится в центральной части остана, к западу от автодороги , на расстоянии приблизительно 3 километров (по прямой) к югу от города Тегеран, административного центра шахрестана. Абсолютная высота — 1072 метра над уровнем моря.

## Население
По данным переписи 2006 года население села составляло 73 человека (43 мужчины и 30 женщин). В Аббасабаде-Ростемабаде насчитывалось 13 домохозяйств. Уровень грамотности населения составлял 52 %. Уровень грамотности среди мужчин составлял 51,2 %, среди женщин — 53,3 %.
В 2016 году в селе имелось 10 домохозяйств и проживало 30 человек (19 мужчин и 11 женщин).